# دوغ بير
دوغ بير (بالإنجليزية: Doug Bair)‏ هو لاعب كرة قاعدة أمريكي، ولد في 22 أغسطس 1949 في ديفايانس في الولايات المتحدة.

## وصلات خارجية
- دوغ بير على موقع دوري كرة القاعدة الرئيسي (الإنجليزية)
- دوغ بير على موقعبيزبول رفرنس.كوم (الدوري الرئيسي) (الإنجليزية)
- دوغ بير على موقعبيزبول رفرنس.كوم (الدوري الثانوي) (الإنجليزية)
- دوغ بير على موقع جمعية أبحاث البيسبول الأمريكية (الإنجليزية)
- دوغ بير على موقع إي إس بي إن.كوم (أم.أل.بي) (الإنجليزية)
- دوغ بير على موقع مشجعي الرسوم البيانية (الإنجليزية)